# Panzerschlacht (Spiel, 1935)
Panzerschlacht ist ein strategisches Brettspiel für zwei Personen, das 1935 im Hugo Gräfe Verlag aus Dresden erschien. Ziel des Spiels ist es, die gegnerische Panzerarmee zu besiegen. Das Spiel ähnelt entfernt dem klassischen Brettspiel Dame, erweitert dieses aber um mehrere Elemente.

## Spielbeschreibung

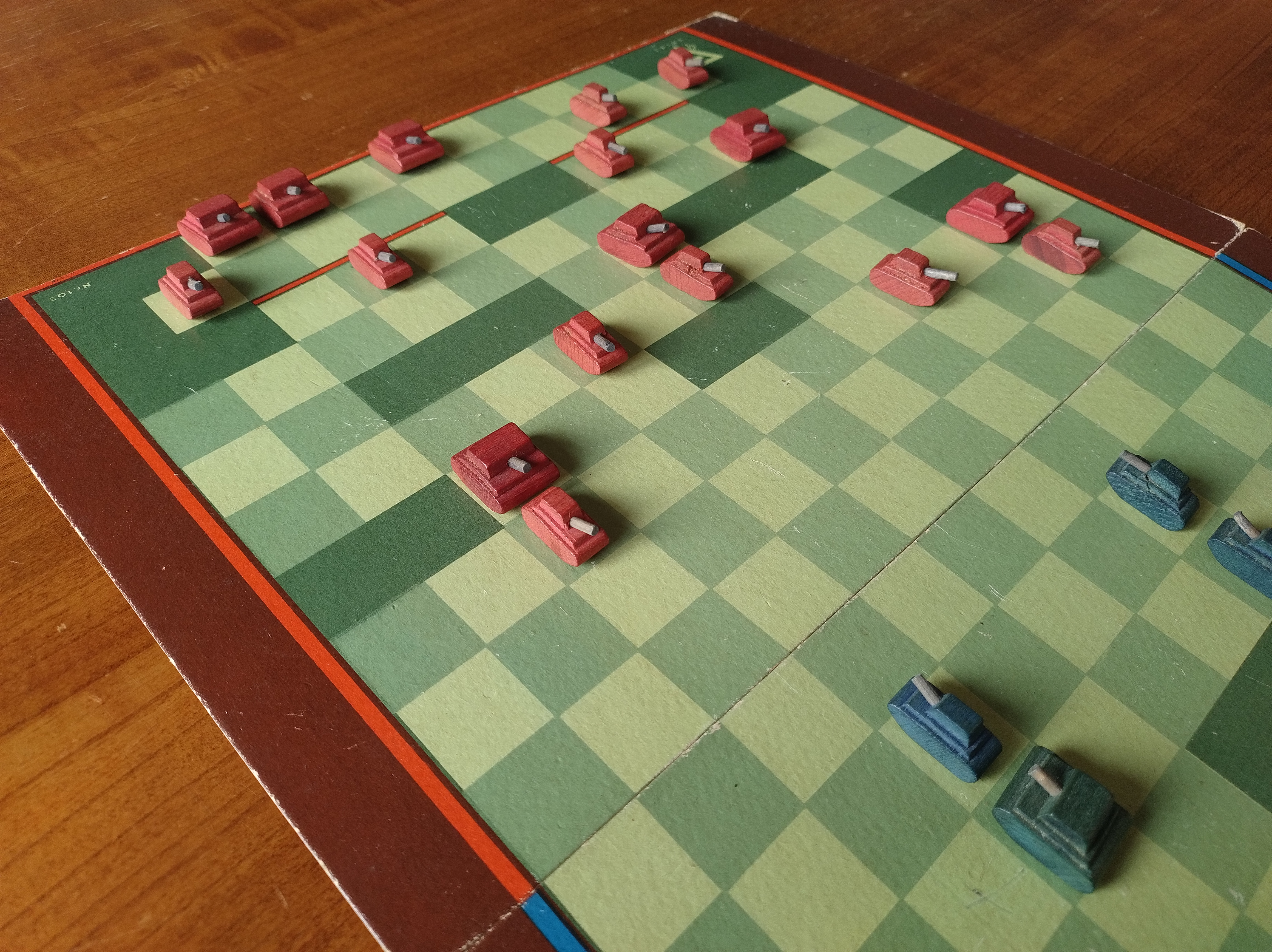
Spielsituation

Panzerschlacht wird auf einem abstrakten Spielplan mit 12×20 quadratischen Feldern gespielt. Dabei gibt es ähnlich wie bei Dame abwechselnd helle und dunkle Spielfelder, zusätzlich aber auch 48 sehr dunkle als Panzergräben bezeichnete Felder. Zu Beginn des Spiels erhalten beide Parteien 10 leichte und 8 schwere Panzer, die durch kleine und etwas größere aus Holz gedrechselte, panzerähnliche Spielsteine in den Farben Rot oder Blau repräsentiert und am jeweiligen Ende des Spielplans in zwei Reihen aufgestellt werden.
Ziel des Spiels ist es, die gegnerischen Panzer vollständig zu schlagen. Dazu wird abwechselnd jeweils mit einem Panzer gezogen und geschossen. Die Spielsteine können ähnlich den Damen im Brettspiel Dame nur diagonal nach vorne oder hinten gezogen werden, sind aber in ihrer Zugweite auf 6 (leichte Panzer) bzw. 4 (schwere Panzer) Felder beschränkt. Dabei können sich die Panzer während des gesamten Spiels nur auf Feldern der gleichen Farbtönung bewegen. Nach der Bewegung dürfen leichte Panzer das drittnächste Feld voraus und schwere Panzer das dritt- oder viertnächste Feld voraus beschießen. Gegnerische Panzer, die auf beschossenen Feldern stehen, werden aus dem Spiel genommen, wenn für sie nicht die Regel der Deckung Anwendung findet.
Es gelten drei besondere Regeln:
- Auf sehr dunkle Felder darf nicht gezogen, aber über sie kann hinweg geschossen werden.
- Panzer einer Partei, die direkt hintereinander stehen, befinden sich in Deckung und können nicht von vorne abgeschossen werden.
- Panzer, die bis zur letzten oder zweitletzten Reihe auf der gegnerischen Seite gelangen, drehen um und können den Gegner von  nun an von hinten beschießen, wodurch für so beschossene Panzer die Regel der Deckung aufgehoben ist.

Durch die besonderen Regeln und das nötige Zusammenspiel der unterschiedlichen Panzer auf den hellen und den dunklen Feldern erhöht sich die Komplexität des Spiels im Vergleich zu Dame. Sie bleibt aber hinter der von Schach oder Go noch deutlich zurück.

## Entstehung und Einflüsse
Panzerschlacht wurde zeitlich etwa zur Gründung der Wehrmacht 1935 durch den Hugo Gräfe Verlag in Deutschland veröffentlicht. Im Gegensatz zu anderen zeitgenössischen Kriegsspielen fehlt dem Spiel eine eindeutige propagandistische Gestaltung. Einzig das Erscheinungsdatum und wenige vage Formulierungen in der Spielanleitung lassen einen propagandistischen Bezug möglich erscheinen.
Der Spielmechanismus erinnert an den von Dame. Durch die Nutzung der Spielfelder beider Farben wird aber quasi eine zweite Zugebene eingeführt, die im Zusammenspiel mit den Regeln zum Schießen und zur Deckung eine merklich höhere taktische Tiefe bewirkt.
Trotz der relativ abstrakten Spielgestaltung und der augenscheinlichen Nähe zu Dame wird das Spiel von einigen Autoren den Konfliktsimulationsspielen zugerechnet.
Christopher Lewin vermutet, dass das Spiel Inspiration für das bis in die 1970er Jahre bekannte Kinderspiel Panzerschlacht war. Das von MB-Spiele 1975 veröffentlichte Spiel Panzerschlacht hat indes andere Regeln und ist keine Neuauflage dieses klassischen Spiels.